# Maart 2019
Dit artikel geeft een chronologisch overzicht van de belangrijkste gebeurtenissen per dag in de maand maart van het jaar 2019.

## Gebeurtenissen

### 1 maart
- De Verenigde Staten stellen een beloning van maximaal een miljoen dollar in het vooruitzicht voor informatie die leidt naar Hamza bin Laden, de zoon van de gedode terrorist Osama bin Laden.[1] De Amerikanen beschouwen hem als de nieuwe leider van terreurgroep Al Qaida.

### 2 maart
- Bij gevechten tussen Pakistaanse en Indiase militairen in Kashmir komen zeker vier mensen om het leven.[2]

### 3 maart
- De Verenigde Staten stoppen met de gezamenlijke militaire oefeningen met Zuid-Korea.[3]

### 4 maart
- Oppositieleider en zelfbenoemde interim-president van Venezuela Juan Guaidó keert terug naar zijn geboorteland.[4] Ondanks een reisverbod woonde hij het benefietconcert Venezuela Aid Live in buurland Colombia bij en ging daarna langs verschillende Zuid-Amerikaanse leiders voor steun voor zijn campagne tegen de zittende president en dictator Nicolás Maduro.
- Paus Franciscus besluit dat het geheim archief van 'oorlogspaus' Paus Pius XII op 2 maart 2020 zal worden geopend.[5]

### 5 maart
- De Canadese begrotingsminister Jane Philpott stapt op uit onvrede over de aanpak van een corruptieschandaal rond het bouw- en ingenieursbedrijf SNC-Lavali door premier Trudeau.[6] Eerder stapte minister Jody Wilson-Raybould van Justitie ook al op.

### 6 maart
- Noord-Korea hervat de bouw aan de lanceerinstallatie en testlocatie voor langeafstandsraketten Tongchang-ri.[7] In eerdere gesprekken met de Amerikanen beloofden de Noord-Koreanen deze locatie stil te leggen.

### 7 maart
- De Europese Centrale Bank geeft opnieuw gratis miljardensteun aan banken in de Europese Unie.[8]
- Een rechter in de Verenigde Staten veroordeelt de voormalig campagnemanager van president Trump Paul Manafort tot 47 maanden celstraf wegens bank- en belastingfraude.[9]

### 8 maart
- Een rechtbank in de Verenigde Staten bepaalt dat de voormalig klokkenluider Chelsea Manning achter de tralies moet omdat ze weigerde een getuigenis af te leggen tegen Wikileaks-oprichter Julian Assange.[10]
- Een grote stroomstoring in Venezuela treft huishoudens in 22 van de 23 staten.[11] Daardoor ligt ook de waterkrachtcentrale van Guri plat. Volgens de regering-Maduro is het de schuld van de Amerikanen.

### 9 maart
- Zeker vierduizend mensen nemen deel aan een zogeheten Women's March door vanaf de Dam naar het Museumplein te lopen.[12]
- Bij een vliegtuigongeval met een Douglas DC-3 van de Colombiaanse luchtvaartmaatschappij Laser Aereo komen alle veertien inzittenden om het leven.[13]
- Volgens de oppositie in Venezuela zijn door de stroomstoring van de afgelopen dagen 79 mensen om het leven gekomen.[14]

### 10 maart
- Bij een vliegtuigongeval met een Boeing 737 MAX van Ethiopian Airlines komen alle 157 inzittenden om het leven.[15]
- In de Nederlandse hoofdstad Amsterdam nemen zo'n veertigduizend mensen deel aan een klimaatmars door in de stromende regen te lopen vanaf de Dam naar het Museumplein.[16] De betogers vroegen aandacht voor de opwarming van de Aarde.[17]

### 11 maart
- De Britse premier May is naar Straatsburg gegaan om te onderhandelen met Europese Commissie-voorzitter Juncker over de zogenoemde Ierse backstop in het brexit-akkoord. Dit was de voornaamste reden dat het Britse Lagerhuis tegen het brexit-akkoord met grote meerderheid in januari stemde.[18]

### 12 maart
- De Britse premier May bereikt met Europese Commissie-voorzitter Juncker een akkoord over de zogenoemde Ierse backstop. In het aangepaste brexit-akkoord staat de Europese Unie garant voor het feit dat de backstop tijdelijk is.[19]
- Het Europees Agentschap voor de veiligheid van de luchtvaart besluit dat alle vliegtuigen van het type Boeing 737 MAX 8 en 9 voorlopig aan de grond moeten blijven.
- Een meerderheid in het Britse Lagerhuis stemt tegen de aangepaste brexit-deal.[20]
- Het voedseltekort in Venezuela wordt erger doordat er nog steeds sprake is van een grote stroomstoring.[21] Tevens is er groot tekort aan drinkwater.

### 13 maart
- Het Amerikaanse leger gaat transgenders vanaf april weren.[22]
- Een meerderheid in het Britse Lagerhuis stemt tegen een harde brexit.[23]
- Bij een schietpartij op een school voor basis- en middelbaar onderwijs in de Braziliaanse miljoenenstad São Paulo komen zeker negen mensen om het leven, onder wie vijf leerlingen en de twee daders.[24]
- In de Nigeriaanse stad Lagos stort een gebouw van drie verdiepingen in waarin tevens een basisschool gevestigd was. Hierbij komen zeker tien mensen om het leven.[25]

### 14 maart
- In navolging op de Europese Unie en Canada houden nu ook Brazilië, Panama en de Verenigde Staten vliegtuigen van het type Boeing 737 MAX 8 en 9 voorlopig aan de grond.[26]
- De langdurige stroomstoring en het grote tekort aan drinkwater die veel inwoners in Venezuela al bijna een week teisteren zijn grotendeels verholpen[27], volgens de regering van president Maduro.
- In het kader van de viering van honderd jaar luchtvaart in Nederland vliegt een KLM-toestel begeleid door vier F-16’s boven het centrum van Amsterdam.[28]
- Duizenden 'klimaatspijbelaars' demonstreren in Amsterdam.[29]
- Een meerderheid in het Britse Lagerhuis stemt voor uitstel van de brexitdatum, die hierdoor niet langer op 29 maart 2019 zal zijn.[30]

### 15 maart
- Bij aanslagen uit extreemrechtse hoek met automatische wapens op twee moskeeën in de Nieuw-Zeelandse stad Christchurch vallen zeker vijftig doden en tientallen gewonden. (Lees verder)[31]
- Ruim een miljoen scholieren en studenten komen op straat tijdens de Global Climate Strike for Future op 2052 locaties in 123 landen, van wie 30.000 demonstranten in Brussel.[32]
- Het Amerikaanse Congres neemt een resolutie aan die de noodtoestand in het grensgebied met Mexico intrekt.[33]

### 16 maart
- De Amerikaanse president Trump gebruikt voor het eerst zijn vetorecht om de noodtoestand van kracht te laten zijn in het grensgebied met Mexico.[33]

### 17 maart
- Bij een aanslag met een automatisch wapen op een militaire basis in Mali komen zestien militairen om het leven.[34]

### 18 maart
- Bij een treinongeval in Congo vallen meer dan twintig doden en tientallen gewonden.[35]
- Bij een schietpartij in een tram in de Nederlandse stad Utrecht komen zeker vier mensen om het leven en raken zes gewond.[36]
- John Bercow, de voorzitter van het Britse Lagerhuis, bepaalt dat premier May haar brexit-akkoord niet ongewijzigd weer in stemming mag brengen in het Lagerhuis.[37]
- Het Franse voetbalmagazine France Football roept wijlen Rinus Michels uit tot de beste voetbalcoach aller tijden.[38] Dit onder meer vanwege zijn ontwikkeling van het totaalvoetbal.
- Het Centraal Planbureau concludeert dat het bevriezen van de AOW-leeftijd op 66 jaar vele miljarden euro's kost, die deels door de Nederlandse overheid en deels door werkgevers en werknemers moeten worden betaald.[39]

### 19 maart
- Een federale rechtbank in de Verenigde Staten oordeelt dat de onkruidverdelger Roundup van chemiebedrijf Monsanto kankerverwekkend is.[40]
- In de Afrikaanse landen Malawi, Mozambique en Zimbabwe vallen meer dan driehonderdvijftig doden als gevolg van cycloon Idai.[41]

### 20 maart
- De Britse premier May vraagt de Europese Unie om de brexit met drie maanden uit te stellen tot 30 juni.[42]
- In Nederland vinden verkiezingen voor de Provinciale Staten plaats. Forum voor Democratie wordt landelijk verrassend de grootste partij; de overwinningsspeech van Thierry Baudet over "een boreale wereld"en "de uil van Minerva" wekt grote verbazing.[43][44]
- De voormalige Bosnische leider Radovan Karadzic wordt in hoger beroep veroordeeld tot levenslange gevangenisstraf.

### 21 maart
- Bij een zware explosie in een chemische fabriek in China vallen zeker 47 doden en meer dan 600 gewonden.[45]

### 22 maart
- Noord-Korea trekt zich terug uit verbindingskantoor met Zuid-Korea.[46]

### 23 maart
- In de Nederlandse hoofdstad Amsterdam nemen duizenden mensen deel aan een landelijke demonstratie tegen racisme.[47] De betoging komt in het nieuws vanwege doodsbedreigingen richting Thierry Baudet.[48]
- In de Britse hoofdstad Londen nemen honderdduizenden mensen deel aan een anti-brexit-demonstratie.[49]
- De Syrische Democratische Strijdkrachten melden dat Islamitische Staat na wekenlange gevechten bij Baghouz geen enkel grondgebied meer overheeft in Irak of Syrië.[50]

### 24 maart
- Een deel van de oude stadsmuur van Maastricht is ingestort.[51]
- Bij een aanval door gewapende mannen op een dorp in Mali vallen meer dan honderd doden.[52]

### 25 maart
- In Congo komen zeker zeven leerlingen en een leraar om het leven, toen op een school de bliksem insloeg.[53]
- Het Britse Lagerhuis trekt meer macht naar zich toe en gaat binnenkort stemmen over alternatieve brexit-voorstellen.[54]
- Overstromingen ten gevolge van hevige regenval in het zuiden van Iran kosten aan zeker zeventig mensen het leven.[55] Het zijn de ergste overstromingen in zeventig jaar.

### 26 maart
- De Mexicaanse president Andrés Manuel López Obrador vraagt de Spaanse koning Felipe VI en paus Franciscus excuses aan bieden voor de misdaden die zijn gepleegd door conquistadores tegen de inheemse volkeren tijdens de verovering van Mexico in de zestiende eeuw.[56]
- Het Europees Parlement stemt in met een nieuwe auteursrechtenwet met een omstreden 'uploadfilter'.[57] (Lees verder)

### 27 maart
- De Europese Unie stopt voorlopig met het oppikken van illegale migranten op de Middellandse Zee.[58]
- Het Britse Lagerhuis verwerpt alle acht alternatieve voorstellen voor de brexit-deal van premier May.[59]

### 28 maart
- De ondernemingsrechtbank in Antwerpen spreekt het faillissement uit over de Belgische diamantenslijper Eurostar Diamond Traders.[60]
- In Guatemala rijdt een truck door een groep mensen. Daarbij vallen zeker 32 doden en negen zwaargewonden.[61]
- Bij een brand in een kantoorgebouw in de Bengaalse hoofdstad Dhaka komen zeker 25 mensen om het leven.[62]

### 29 maart
- Het Witte Huis meldt dat op 11 april aanstaande topoverleg plaatsvindt tussen de Zuid-Koreaanse president Moon Jae-in en zijn ambtgenoot Donald Trump in Washington over de impasse rond Noord-Korea.[63]
- De Britse premier Theresa May brengt een belangrijk onderdeel van het brexit-akkoord dat ze eerder sloot met de EU ter stemming in het Lagerhuis. Het zogeheten terugtrekkingsakkoord wordt door het Lagerhuis verworpen met een meerderheid van 58 stemmen.[64]
- Het Internationale Rode Kruis en de Rode Halve Maan maken bekend dat ze Venezuela in mogen met hulpgoederen. Het Zuid-Amerikaanse land heeft te maken met tekorten aan onder andere voedsel en medicijnen.[65]

### 30 maart
- Een rechter in Brazilië verbiedt het voornemen van president Bolsonaro om de militaire staatsgreep van 1964 feestelijk te herdenken.[66]

### 31 maart
- De Slovaakse anti-corruptie-activiste Zuzana Čaputová wint de Slovaakse presidentsverkiezingen in het land.[67] Hierdoor is ze de eerste gekozen vrouwelijke president van Slovakije.

## Overleden
← · januari · februari · maart · april · mei · juni · juli · augustus · september · oktober · november · december ·  →